# Система випробування свердловин на нафту й газ
Система випробування свердловин на нафту й газ — метод дослідження, що полягає в ізоляції випробуваного пласта у стовбурі свердловини від гідродинамічного зв'язку з вище- і нижчезалеглими пластами й у пробній відкачці рідини із пласта з вимірюванням дебіту. Проведення цих робіт обов'язкове в циклі проходки пошукових і розвідувальних свердловин. 

## Різновиди систем
Розрізняють дві системи випробування: 
- 1) зверху вниз випробуються пласти в міру того, як вони розкриваються бурінням. У цьому випадку випробування найчастіше проводиться в незакріпленій свердловині із застосуванням пластовипробувача;
- 2) випробування знизу вгору, при цьому свердловину бурять до проектної глибини, цементування ведеться з підйомом цементу на всю потужність розрізу товщі з наміченими до випробування пластами; випробування ведеться починаючи з нижнього пласта через прострелені діри проти кожного пласта із застосуванням цементних мостів або випробувачів пластів (двосторонніх покерів).

У практиці віддається перевага другій системі випробування свердловин.